# Língua subanon ocidental
Subanon ocidental ou siocon subanon ou simplesmente Subanon é uma língua austronésia pertencente ao ramo das línguas Subanon, da família das Grandes  Filipinas Centrais. É falada por aproximadamente 300 mil pessoas, (Desde 2018) na parte sudoeste da região da Península de Zamboanga de Mindanau, Filipinas.

## Distribuição
A área de fala do Subanon Ocidental inclui as aldeias Malayal, Lintangan, Lanuti e Limpapa no município de Sibuco, e partes de Siocon, Baliguian, Labason, Roseller Lim e Ipil, todos estão na região de Zamboanga

## Fonologia
Subanon Ocidental  tem 15 sons consoantes.

### Consoantes
|           |           | Labial | Alveolar | Palatal | Velar | Glotal |
| --------- | --------- | ------ | -------- | ------- | ----- | ------ |
| Oclusiva  | surda     | p      | t        |         | k     | ʔ      |
| Oclusiva  | sonora    | b      | d        |         | ɡ     |        |
| Fricativa | Fricativa |        | s        |         |       | h      |
| Nasal     | Nasal     | m      | n        |         | ŋ     |        |
| Lateral   | Lateral   |        | l        |         |       |        |
| Semivogal | Semivogal |        |          | j       | w     |        |

### Vogais
Subanon Ocidental tem 5 sons vogaiss.
|         | Anterior | Central | Posterior |
| ------- | -------- | ------- | --------- |
| Fechada | i        |         | u         |
| Medial  | e        |         | o         |
| Aberta  |          | a       |           |

Os ditongos são /au/, /ua/, /io/, /oi/, /ai/, /ia/.

## Escrita
A língua usa o alfabeto latino sem as letras C, J, V, X, Z; Usa-se Ng

## Gramática
Subanon Ocidental  tem um típico sistema de vozes gramaticais do tipo filipino. Ao contrário da maioria dos outras línguas filipinas, só tem três categorias de voz.
|                 | Volicional        | Volicional   | Não volicional | Não volicional |
| Realis          | Irrealis          | Realis       | Irrealis       |                |
| --------------- | ----------------- | ------------ | -------------- | -------------- |
| Voz Ativa       | ‹um›‹in› mig-     | ‹um› mog-    | miko-          | moko-          |
| Voz Passiva     | ‹in› pig-         | -on pog-     | mi-            | mo-            |
| Voz de Objetivo | ‹in› -an pig- -an | -an pog- -an | ki- -an        | ko- -an        |

## Amostra de texto
O refrão da música Subanon Ocidental Momula ita 'Vamos plantar' é mostrado.
Gumani ita
Vamos colher
Gumani ita
 Vamos colher
Landu' da'da'an ta
 Grande é a nossa alegria
Po' gumani ita
 Porque vamos colher
Gumani ita
 Vamos colher
Gumani ita
Vamos colher
Di' na mobon sinsaan ta
Nosso sofrimento não vai durar muito
Gumani ita
 Vamos colher